# Ban Nam Di

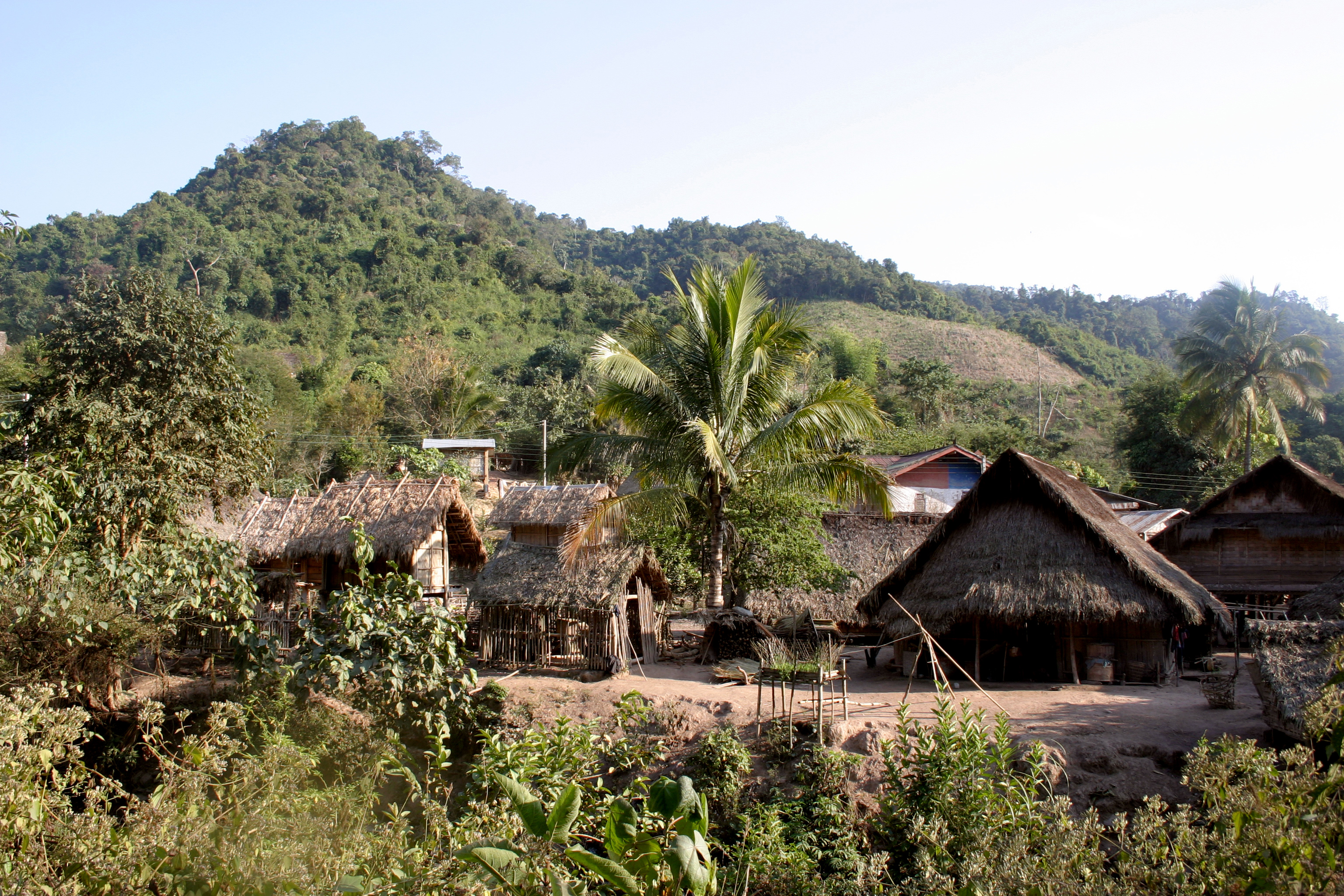
Blick über Ban Nam Di

Ban Nam Di ist ein Dorf im Distrikt Luang Namtha in der gleichnamigen Provinz im Norden von Laos.
Das Dorf liegt etwa sechs Kilometer nordöstlich von Luang Namtha. Der Nam Di Fluss fließt am Dorf vorbei und der gleichnamige Wasserfall liegt etwa einen Kilometer vom Dorf entfernt.
Die Bevölkerung des Dorfs gehört zu dem Bergvolk der Lanten und betreibt eine traditionelle handwerkliche Form der Papierherstellung.
Ein Brei aus Pflanzenfasern wird auf ein feinmaschiges Netz aufgetragen, das auf einen Rahmen aus Bambus gespannt ist. Nach dem Abtropfen des Wassers wird der Rahmen aufrecht gestellt und dabei die Masse an der Sonne getrocknet. Danach lässt sich der Papierbogen von dem Netz lösen.

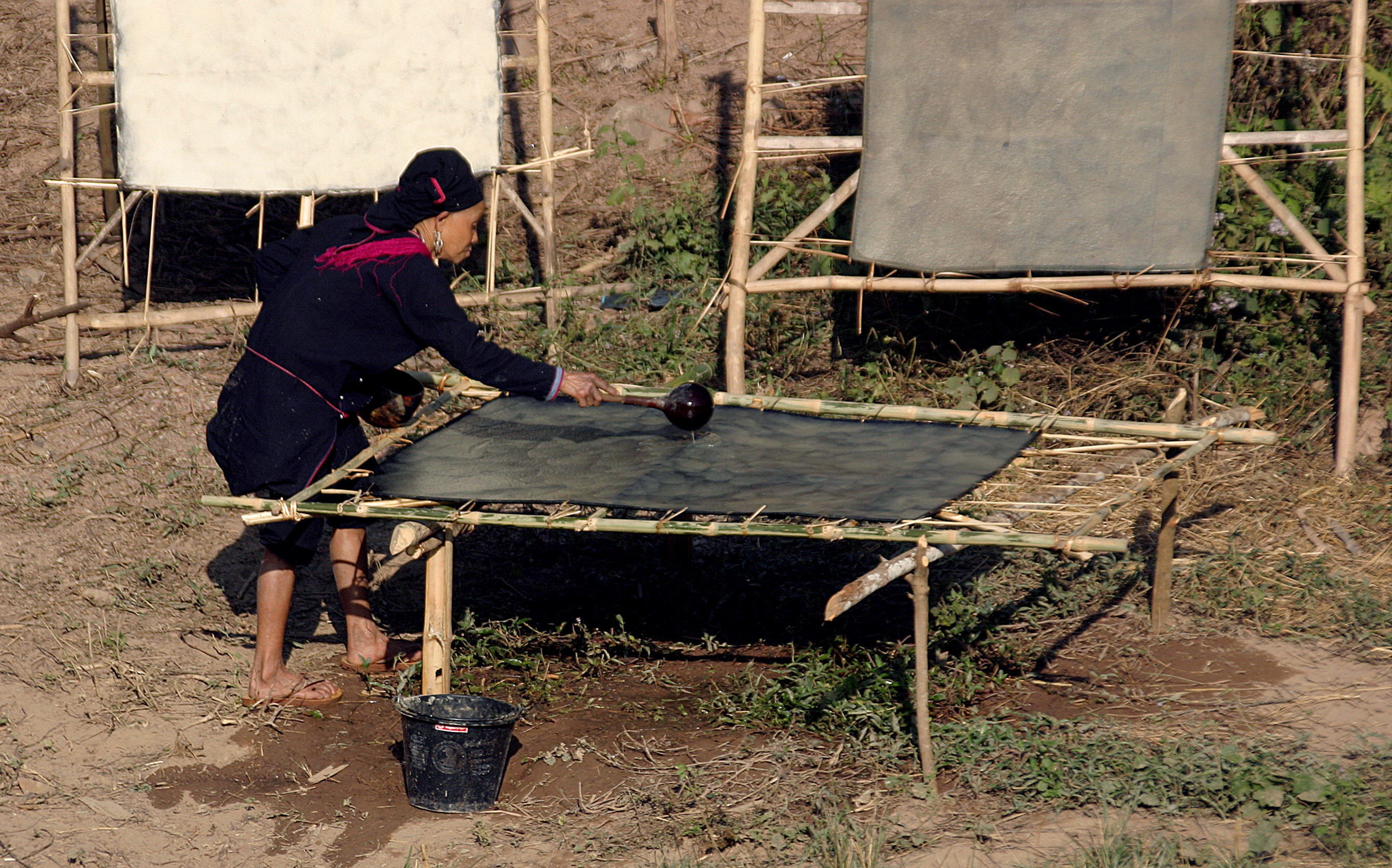
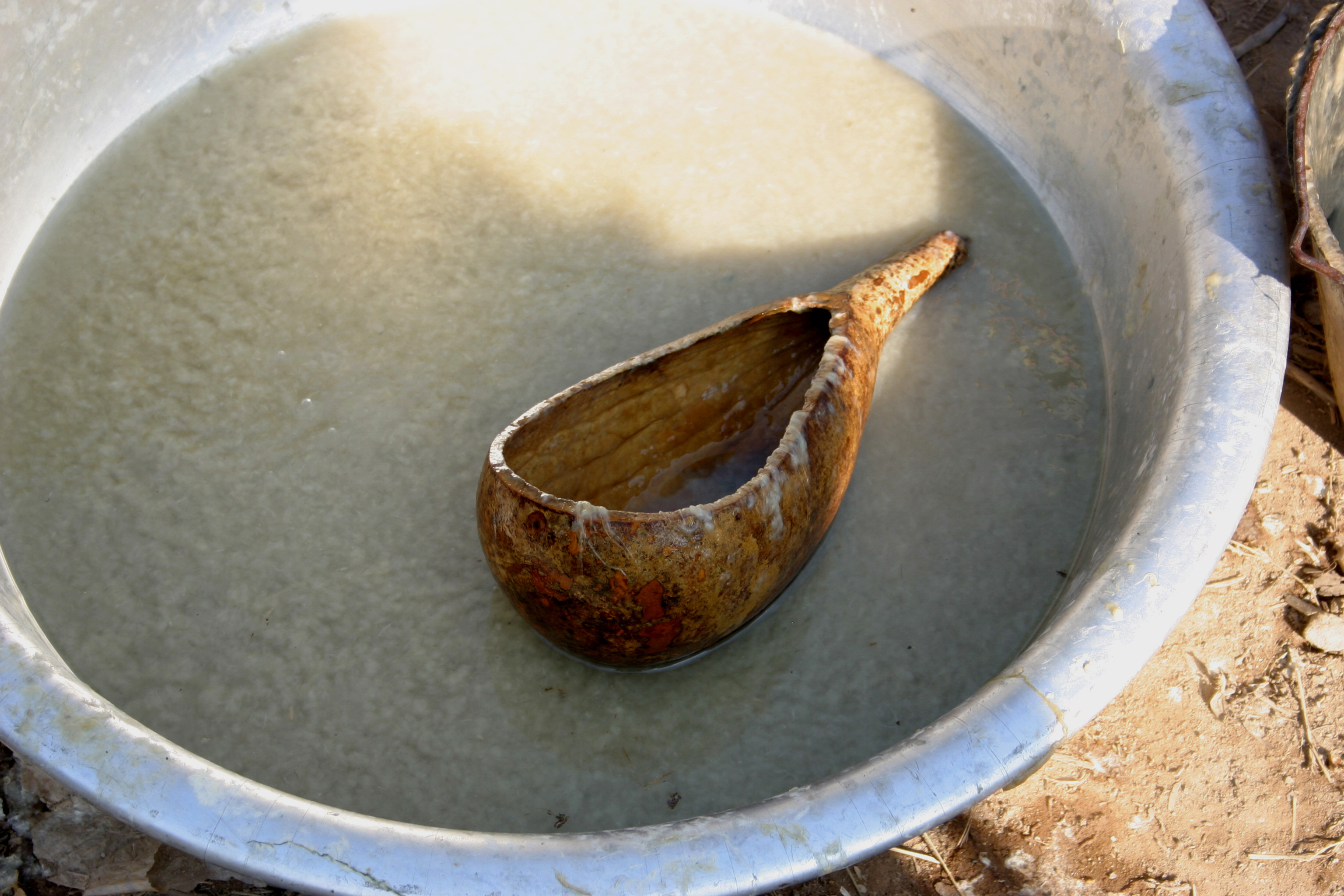
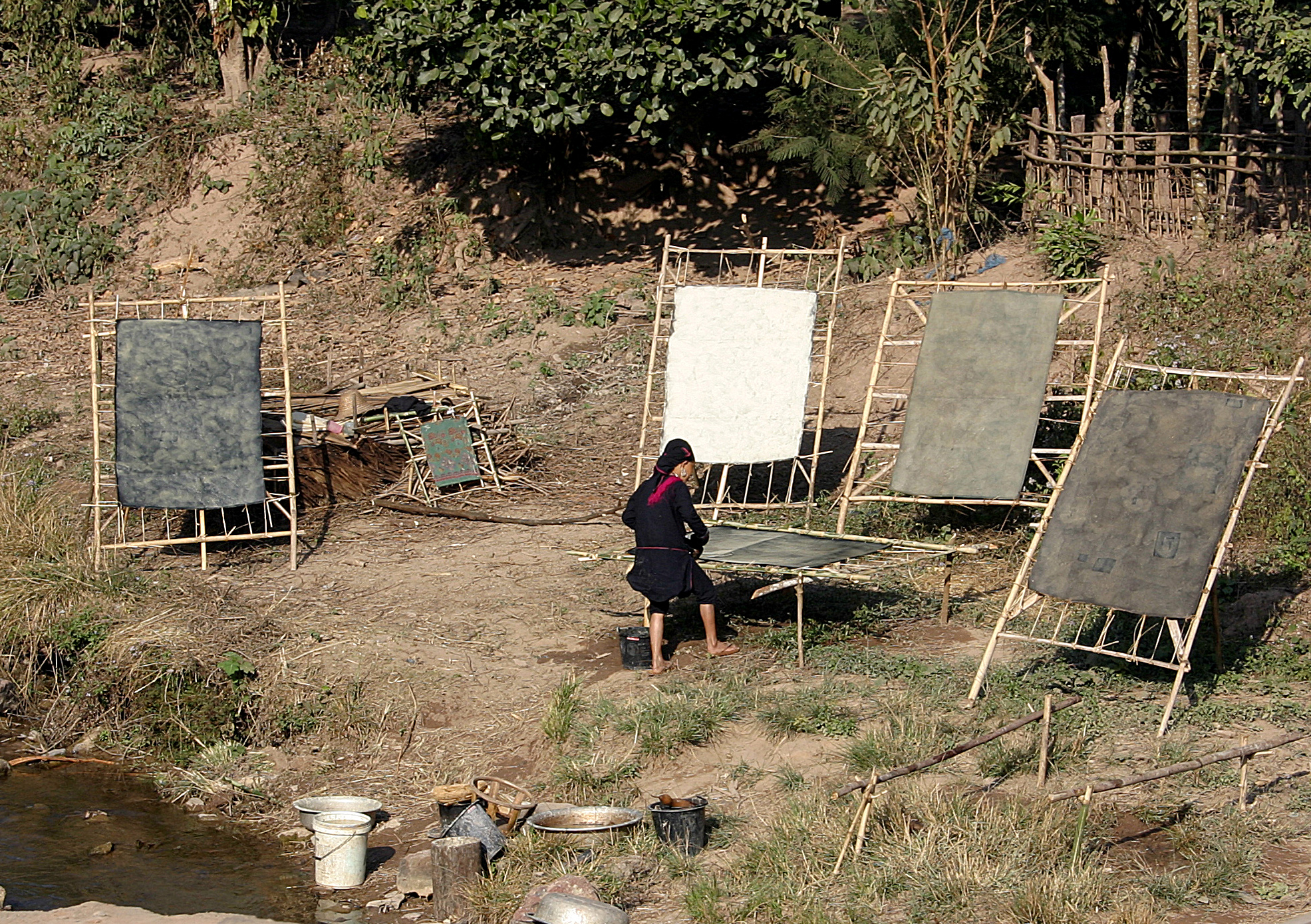
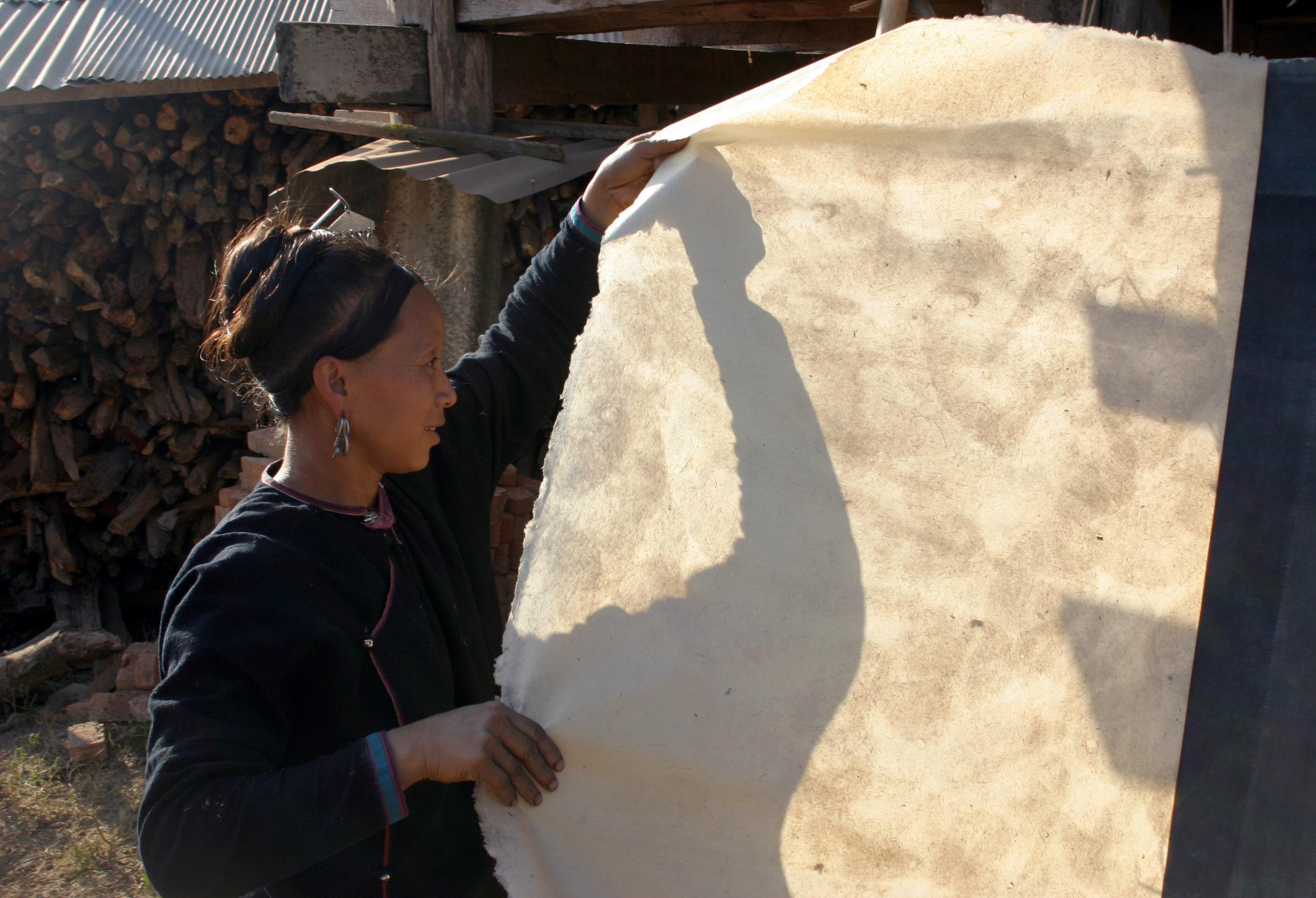